# Denso en ninguna parte
En topología, un subconjunto A de un espacio topológico X se dice denso en ninguna parte, o también, diseminado en X, si el interior de su  clausura  es vacío. 
Destaquemos el papel del espacio ambiente: un conjunto A puede ser denso en ninguna parte considerado como subespacio de X, pero no como subespacio de Y. Tal es el caso del eje de abscisas en R2: es denso en ninguna parte en R2, pero no como subconjunto de sí mismo.

## Ejemplos
- En R, cualquier conjunto finito, el conjunto de los enteros o el conjunto de Cantor forman  subconjuntos de la recta real densos en ninguna parte.
- En R2, cualquier  curva cerrada simple forma un subconjunto denso en ninguna parte.

## Propiedades
- Todo subconjunto denso en ninguna parte es residual, es decir, su complemento es denso.

La clase de conjuntos densos en ninguna parte es cerrada bajo ciertas operaciones:
- De modo trivial se observa que un  subconjunto es denso en ninguna parte si y solo si lo es su clausura.
- Un subconjunto cualquiera de un  subconjunto denso en ninguna parte también lo es.
- La unión finita de subconjuntos densos en ninguna parte también lo es. No sucede lo mismo con la unión numerable, como muestra tenemos el ejemplo de los racionales vistos como unión de conjuntos finitos. De hecho, a la unión numerable de tales subconjuntos se le denomina conjunto de primera categoría, término acuñado por Baire en 1899 para formular el hoy conocido como Teorema de Baire.

## Caracterización
Podemos dar una caracterización alterna de un conjunto denso en ninguna parte que es bastante útil.
Un conjunto {\displaystyle N} es denso en ninguna parte en un espacio métrico {\displaystyle X} si y sólo si, para cualquier conjunto abierto no vacío {\displaystyle U} en {\displaystyle X}, existe un conjunto no vacío {\displaystyle V} tal que {\displaystyle V\subset U} y {\displaystyle V\cap N=\emptyset }. Es más, si {\displaystyle N} es denso en ninguna parte,  
siempre es posible encontrar una {\displaystyle V} que sea una bola abierta con un radio arbitrario positivo que satisface la siguiente condición {\displaystyle {\bar {V}}\subset U} y {\displaystyle {\bar {V}}\cap N=\emptyset }.